# E.sy Kennenga
 (mars 2012).
Si vous disposez d'ouvrages ou d'articles de référence ou si vous connaissez des sites web de qualité traitant du thème abordé ici, merci de compléter l'article en donnant les références utiles à sa vérifiabilité et en les liant à la section « Notes et références ».
E.sy Kennenga, né le 17 mars 1984 en Martinique, est un auteur-compositeur-interprète français, aux influences reggae-dancehall et soul. Son premier album solo EK Trip, sorti en 2010, rencontre un grand succès et lui vaut de remplir La Cigale le 1er novembre 2011.

## Biographie
E.sy Kennenga est né le 17 mars 1984 en Martinique d'une famille de musiciens. Dès l'âge de 5 ans, il étudie la guitare. A 14 ans, il écrit ses premières compositions. Avec le groupe "One Day", il fait ses premiers pas sur scène et deux albums sont édités "Un jour" en 2001, puis "Il Faut Le Dire" en 2003.
Il rencontre alors le compositeur martiniquais Joël Jaccoulet et intègre le "B.Carribean Crew", composé à l'époque de Goldee et Perle Lama. Il collabore à de nombreuses compilations.
En 2009, E.sy Kennenga fait la première partie de la tournée live de Lyricson, Papa Tank et Mylan avec une formule guitare/voix qui fait son succès. En 2010, E.sy Kennenga représente la Martinique dans l'émission de RFO 9 Semaines et 1 jour.
Son premier album solo EK Trip sort le 30 août 2010. On y retrouve Pa Pè, Love Adan Tchè Mwen, Truc de Fou et Pinting Party qui donnera un remix avec l'artiste guadeloupéen Admiral T. À la fin de l'année, son concert au New Morning affiche complet.
Révélation de l'année au Prix Sacem 2011 de Martinique, E.sy Kennenga enchaîne les concerts à guichet fermé : Le New Morning en janvier, Lakasa en Guadeloupe et enfin La Cigale le 1er novembre.
L'année 2012 s'annonce tout aussi prometteuse. Le 22 janvier 2012, E.sy Kennega met à l'honneur ses fans et notamment ceux qui le suivent sur les réseaux sociaux Facebook et Twitter en organisant son « Pinting flash mob ». Les fans des Antilles, de Paris, de Bordeaux, d'Angleterre et même de Russie répondent présents. En février, ses concerts en Martinique et en Guadeloupe ont été complets,.
En juillet 2012 la version live de son premier album solo "EK trip" sort. Il a été enregistré lors de son concert à l'Atrium en Martinique, en Février 2011. À noter que 4 inédits y sont présents : "La chandelle","Question de time", "la la la" et "We fly".

## Discographie

### Albums
- 2001 : 1 jour One Day
- 2003 : Il faut le dire It Must Be Said
- 2010 : EK TRIP Premier album Solo
- 2012 : EK TRIP live
- 2013 : EK TRIP 2
- 2016 : Carnet de voyage d'un solda lanmou (chapitre 1)
- 2018 :  Carnet de voyage d'un solda lanmou (chapitre 2)
- 2023 :  Carnet de voyage d'un solda lanmou (chapitre 3 & 4)

### Singles
- 2010 : Nou Anlè Sa
- 2010 : Pa Pè
- 2011 : Love Adan Tchè Mwen
- 2011 : Pinting Party
- 2012 : We Fly
- 2012 : T'inquiètes feat B'NoK
- 2012 : Mada Mi Seh
- 2012 : Truc de fou

### Compilations
- 2003 : Ghetto raid 3 Rété fo
- 2004 : Open Mic Session Big up
- 2005 : 33e Rima Riddim Big thing agwan
- 2005 : Mizik Antilles 2005 NRJ Rété Fo
- 2005 : Hold up Rirpizent FWI
- 2005 : Lovely Caramiel
- 2005 : Red Moon Panic Doubout
- 2005 : B.Carribean
- 2007 : Compilation Dancehall Traxx 2 On tchek le microphone Feat Gee Fabulous
- 2011 : Léritaj Mona - 20 ans après La Chandelle
- 2012 : Compilation Mastercwill Mwen obligé

### Collaborations
- 2005 : Album Papa Tank « En attendant » Madinina
- 2009 : Album de Goldee « Le moi de May » Comme du Wine
- 2009 : I Like it & Album de Kim Je fonds

### Récompenses
- 2004 : Rété fo Prix Sacem Martinique catégorie reggae-dancehall
- 2011 : Révélation de L'année Sacem Martinique